# Катастрофа DC-7 в Мексиканском заливе
Катастрофа DC-7 в Мексиканском заливе — авиационная катастрофа, произошедшая в ночь на понедельник 16 ноября 1959 года в Мексиканском заливе восточнее дельты Миссисипи. Авиалайнер Douglas DC-7B (зафрахтован National Airlines у Delta Air Lines) с 42 людьми на борту выполнял пассажирский рейс из Тампы в Новый Орлеан. На подходе к аэропорту назначения самолёт начал выполнять снижение, когда вдруг исчез с экранов радиолокаторов. В результате обширных поисков удалось найти только несколько тел и отдельные обломки, но сам самолёт обнаружен не был. Все находившиеся на борту были объявлены погибшими.

## Самолёт
Роковой рейс выполнял Douglas DC-7B с регистрационным номером N4891C (заводской — 45355, серийный — 922), принадлежащий авиакомпании Delta Air Lines, в которую поступил 14 января 1952 года. Его четыре поршневых двигателя были модели Wright R-3350, каждый из которых успел пройти капитальный ремонт, и оборудованы воздушными винтами производства Hamilton Standard модель 34E60-345 (лопасти модели 6921D-3). Общий налёт авиалайнера составлял 6578 часов и по данным авиакомпании он обслуживался в соответствии с установленными правилами на удовлетворительном уровне.

## Экипаж
Экипаж был из авиакомпании National Airlines и имел следующий состав:
- Командир воздушного судна — 43-летний Фрэнк Юджин Тодд (англ. Frank Eugene Todd). В National Airlines с 1951 года и имел общий налёт 14 700 часов, в том числе 400 часов на самолётах DC-7.
- Второй пилот — 34-летний Дик Шеридан Биби (англ. Dick Sheridan Beebee). В National Airlines с февраля 1953 года, а в январе 1957 года был повышен до командира самолёта. Имел общий налёт 8710 часов, в том числе 400 часов на самолётах DC-7.
- Бортинженер — 31-летний Джордж Генри Кларк—младший (англ. George Henry Clark, Jr.). В National Airlines устроился в июле 1944 года сперва как ученик авиатехника, в марте 1951 года был повышен до авиатехника, а в декабре 1952 года — до бортинженера. Имел общий налёт 6585 часов.
- Дополнительный член экипажа — Джек Аткинсон (англ. Jack Atkinson).
- Стюардессы — Патрисия Энн Хайрс (англ. Patricia Ann Hires) и Донна Джин Осберн (англ. Donna Jean Osburn).

## Хронология событий

### Полёт к Новому Орлеану
Борт N4891C был зафрахтован авиакомпанией National Airlines для выполнения пассажирского рейса NA-967 по маршруту Майами — Тампа — Новый Орлеан; пилотировал его при этом экипаж из National. 15 ноября в 22:11 самолёт вылетел из Майами, а в 23:00 благополучно прибыл в Тампу. Этот полёт пошёл без отклонений от нормы; в Тампе сошла часть пассажиров, а вместо них сели новые. Всего на борту по предварительным данным находились 36 пассажиров и 6 членов экипажа; вес и центровка не выходили за установленные пределы. В 23:32 рейс 967 вылетел в Новый Орлеан.
Согласно полученному пилотами перед вылетом прогнозу погоды, на маршруте не ожидались сложные погодные условия, а ветер на эшелоне полёта 14 000 футов (4300 м) был встречным 15—20 узлов. Диспетчер дал разрешение на полёт из Тампы в Новый Орлеан через Мексиканский залив по установленному маршруту на высоте 14 000 футов. Прохождение первого пункта обязательного донесения (ПОД) Crab было оценено в 00:04.
В 00:05 экипаж доложил диспетчеру в Тампе о прохождении ПОД Crab в 00:02, а достижение следующего ПОД — NL1, оценивается в 00:31 на высоте 14 000 футов. В 00:14 рейс NA-967 связался с рейсом NA-968 и получил у него прогноз погоды в Новом Орлеане на 06:00: сплошная облачность на 700 футов (210 м), видимость 2,5 мили (4,0 км), лёгкая морось, туман, температура воздуха 54 °F (12 °C), точка росы 52 °F (11 °C), ветер северо-восточный 3 мили (4,8 км) [в час], высотомер [давление аэродрома] 30,14 дюйма (770 мм) [рт.ст.], слой облаков неровный, огни курсо-глиссадной системы работают.
В 00:31 экипаж установил связь с диспетчерским центром в Пенсаколе, после чего запросил повторное разрешение на полёт до Нового Орлеана после прохождения NL1, достижение которого было оценено в 00:35. В 00:34 с самолёта доложили о прохождении ПОД NL1 в 00:33 на установленной высоте, а достижение Нового Орлеана было оценено в 01:19. Диспетчер в Пенсаколе дал разрешение на прямой курс от NL1 до радиомаяка Нового Орлеана по вектору от него 116°, а также, по усмотрению экипажа, снижаться и занимать эшелон 6000 футов (1800 м). С самолёта подтвердили получение разрешения, а также сообщили, что несколько задержатся на эшелоне 14 000 футов (4300 м).

### Исчезновение
В 00:44 рейс 967 вновь связался с Пенсаколским диспетчерским центром и доложил, что переходит на частоту авиакомпании и при снижении с 14 000 до 7000 футов (2100 м) будет подчиняться командам диспетчера своей авиакомпании. Затем экипаж перешёл на частоту авиакомпании и установив связь с отделением в Новом Орлеане передал о получении разрешения от управления воздушным движением, прогноза погоды, и начале снижения на радиомаяк Нового Орлеана. Это было последнее известное сообщение с борта N4891C.
По данным, полученных с военных радиолокаторов, полёт рейса 967 проходил нормально, а в 00:46 он был зафиксирован на экране радиолокатора в Хоуме, когда следовал по трассе (курс 296°) на эшелоне 14 000 футов. Но спустя 3½—4 минуты засветка самолёта вдруг резко повернула вправо примерно на 70°, после чего исчезла с экрана в точке с координатами 29°13′ с. ш. 88°40′ з. д., так как снизилась под зону действия радара. Никаких других объектов в это время на радиолокаторе не наблюдалось.
Когда в 01:06 диспетчер авиакомпании попытался вызвать рейс 967, тот уже не ответил. Диспетчер подхода Новоорлеанского аэропорта также попытался связаться с экипажем, но и эта попытка оказалась безрезультатной.

### Поисковые работы
С рассветом были начаты поиски пропавшего борта N4891C. Авиакомпания National Airlines подготовила один из своих самолётов Convair, который вылетел из Майами в 05:45, а после дозаправки в Тампе направился в район поисковых работ. Так как рейс 967 по данным военных пропал в точке 29°13′ с. ш. 88°40′ з. д., следуя при этом в северном направлении, то его искали в области, радиусом 5—10 миль (8—16 км) от этой точки. Выполняя полёт по кругу, вскоре с самолёта обнаружили плавающий на воде мусор, которым оказались куски изоляционного материала, а также несколько поролоновых подушек. Затем нашли несколько тел и спасательный плот, который был сломан, но не использован. Позже нашли ещё два плота, которые были в таком же состоянии.
Было найдено масляное пятно, которое вытянулось с севера на юг на протяжении мили, а его ширина достигала 400 ярдов (370 м). Это пятно начиналось с северной части, а обломки самолёта и тела плавали на удалении ½—2 мили к востоку и юго-востоку от него. Координаты точки образования масляного пятна были определены как 29°07′ с. ш. 88°33′ з. д., то есть она находилась на 6 миль (9,7 км) южнее и на 5 миль (8,0 км) восточнее точки исчезновения самолёта с экрана радиолокатора.
Всего удалось обнаружить 9 тел и фрагменты ещё одного, 5 спасательных жилетов, 5 спасательных плотов, а также разнообразный мусор из пассажирского салона и находящегося под ним багажного отсека, включая металлические спинки сидений, куски изоляции (менее 1 % от общего объёма изоляции самолёта), одежду, обувь, сумки и чемоданы. Ни один из найденных фрагментов не относился к силовому набору самолёта.
Для дальнейших поисков был сделан запрос в Министерство обороны США, а 19 ноября в район происшествия прибыл тральщик USS Assurance, который прочёсывал морское дно до 23 ноября. 24 ноября его сменил спасательный корабль USS Penguin, который на следующий день в точке 29°16,40′ с. ш. 88°36,70′ з. д. обнаружил на глубине 210 футов (64 м) подозрительный объект, к которому было сделано два погружения. 26 ноября в точке 29°11,60′ с. ш. 88°38,20′ з. д. на глубине 245 футов (75 м) USS Penguin обнаружил крупный металлический объект, но водолазы установили, что это был затонувший корабль.
С 14 по 15 декабря исследовательское судно Oregon с помощью сети шириной 35 футов (11 м) на протяжении 24 часов проводило траление дна в районе точки 29°10′ с. ш. 88°39′ з. д., а с 9 по 15 января 1960 года тральщик USS Vigor исследовал с помощью гидролокатора 72 квадратные мили (190 км2) дна к югу от места обнаружения масляного пятна (было учтено влияние дрейфа морскими течениями). В результате этих поисков был найден ещё один затонувший корабль в точке 29°12,30′ с. ш. 88°37,30′ з. д. и большое число мусора. Но ни одного фрагмента борта N4891C больше обнаружить не удалось.
7 ноября 1960 года одна коммерческая организация, используя оборудование для подводных изысканий нефтяных месторождений, а также данные из официальных поисков, провела собственные поиски борта N4891C. Эти работы продлились месяц, а всего было исследовано 29,72 квадратной мили (77 км2), но самолёт обнаружить также не удалось.

## Расследование

### Показания очевидцев
Рыбаки рассказывали, как наблюдали летящий на небольшой высоте над заливом самолёт, но следователи пришли к мнению, что на самом деле это был поисковый самолёт, а не разбившийся. Более ценными оказались данные от дежурного на вышке береговой охраны в Пилоттауне (примерно на 30 миль (48 км) к востоку от места исчезновения). Согласно его показаниям, над заливом в это время стояла небольшая дымка, когда в темноте под углом около 15° от поверхности неожиданно появилась мощная вспышка тёмно-красного или красного цвета, которая была «размером почти, как солнце» (англ. almost as big as the sun) и находилась как раз в районе исчезновения авиалайнера. Спустя пару секунд цвет сменился на белый, после чего этот странный светящийся объект в течение 3—4 секунд опустился к заливу и исчез. Никакого шума при этом не было слышно. Наблюдатель с вышки также сообщил, что не знает, как с помощью пиротехники можно воссоздать такое явление.
Погодные условия в районе происшествия были хорошими, без гроз, шквальных ветров и сильной турбулентности. Обледенение было слабым и повлиять на ход полёта не могло. Ветер был северо-западный 10—20 узлов с кратковременными порывами северного направления, небо относительно ясное, температура воды составляла 70 °F (21 °C).
Согласно данным от военных, в этом районе никаких других летательных аппаратов в это время не было, а учебных стрельб, в том числе с применением ракетного оружия, не проводилось.

### Результаты экспертиз
Экспертиза тел показала, что эти люди в момент гибели сидели на своих местах, а ремни не были застёгнуты. Погибли они от травм, полученных в результате ударов от движения вперёд и вниз; никаких следов, что они при жизни подверглись воздействию огня и дыма, найдено не было, а уровень карбоксигемоглобина в крови был низким. Ни один из найденных спасательных плотов или жилетов не был использован. Уже у плавающих тел, а также различного мусора выступающие над поверхностью воды части подверглись воздействию огня.
Из истории самолёта не удалось обнаружить никаких неисправностей или отказов, которые могли бы отрицательно повлиять на проведение полёта. Экипаж имел необходимую квалификацию и подготовку.

### Выводы
Так как самолёт не был найден, а на найденных обломках и телах не имелось никаких улик, следователи были вынуждены признать, что не могут определить причину происшествия.

## Версия о взрыве бомбы
В ходе расследования следователей заинтересовал один из пассажиров — Роберт Вернон Спирс (англ. Robert Vernon Spears). Родившийся 26 июня 1894 года, Спирс был натуропатом, имел уголовное прошлое и даже сидел в знаменитой тюрьме на острове Алькатрас. Официально он купил билет на рейс из Тампы в Новый Орлеан и этот билет потом был использован. Но спустя несколько дней Роберта Спирса неожиданно замечают в Аризоне, а в январе 1960 года его арестовывают в Финиксе (Аризона) за вождение автомобиля без документов. Ситуация более-менее стала понятна, когда был установлен владелец автомобиля, которым оказался Уильям Аллен Тейлор (англ. William Allen Taylor).
Уильям Тейлор из Тампы (Флорида) также имел уголовное прошлое и вместе со Спирсом сидел в одной камере, где они и сдружились. 15 ноября 1959 года Роберт Спирс был в гостях у Тейлора, который к тому времени уже был женат и растил сына. Тем же днём Уильям позвонил своему работодателю и сказал, что задержится, но на работу так и не приехал. Затем, когда рейс 967 компании National Airlines вот-вот должен был взлететь, в этот же момент кто-то в аэропорту Тампы в специальном автомате приобрёл страховой полис на 37 500 долларов на имя Уильяма Тейлора, в котором выгодоприобретателем был указан его сын. Сам Тейлор в тот день исчез. Среди пассажиров рейса 967 его не было в списке, а также он не был опознан среди найденных тел, но слишком вероятно, что он всё же был на борту и стал той самой 42-й жертвой.
Хотя версия о взрыве бомбы на борту N4891C согласуется с показаниями очевидцев, следователи не смогли доказать ни данную версию, ни причастность Роберта Спирса к этой катастрофе. Тем не менее, версия, что он организовал взрыв самолёта, является самой распространённой. Неясно только, кем в этой истории был Уильям Тейлор, но есть вероятность, что Спирс попросту его подставил, чтобы таким образом официально умереть и тем самым скрыться от полиции. В этом случае ещё обращают внимание на сходство с катастрофой рейса 2511, также авиакомпании National Airlines, которая произошла спустя семь недель, 6 января 1960 года, а её причиной был назван взрыв бомбы, которая находилась под сидением одного из пассажиров — Джулиана Фрэнка (англ. Julian Andrew Frank), также имевшего криминальное прошлое. Хотя относительно катастрофы рейса 2511 есть мнение, что бомбу на борт пронёс сам Фрэнк, чтобы совершить самоубийство, подстроенное под несчастный случай, существует также теория, что и он был подставлен Робертом Спирсом.
Сам Роберт Вернон Спирс впоследствии в Калифорнии попал в тюрьму за незаконные аборты. Умер 2 мая 1969 года в возрасте 74 года в одной из больниц Далласа (Техас) из-за коронарного тромбоза.

### Комментарии
1. ↑  Здесь и далее по умолчанию указано Центральноамериканское время (CST).